# Исследовательский реактор

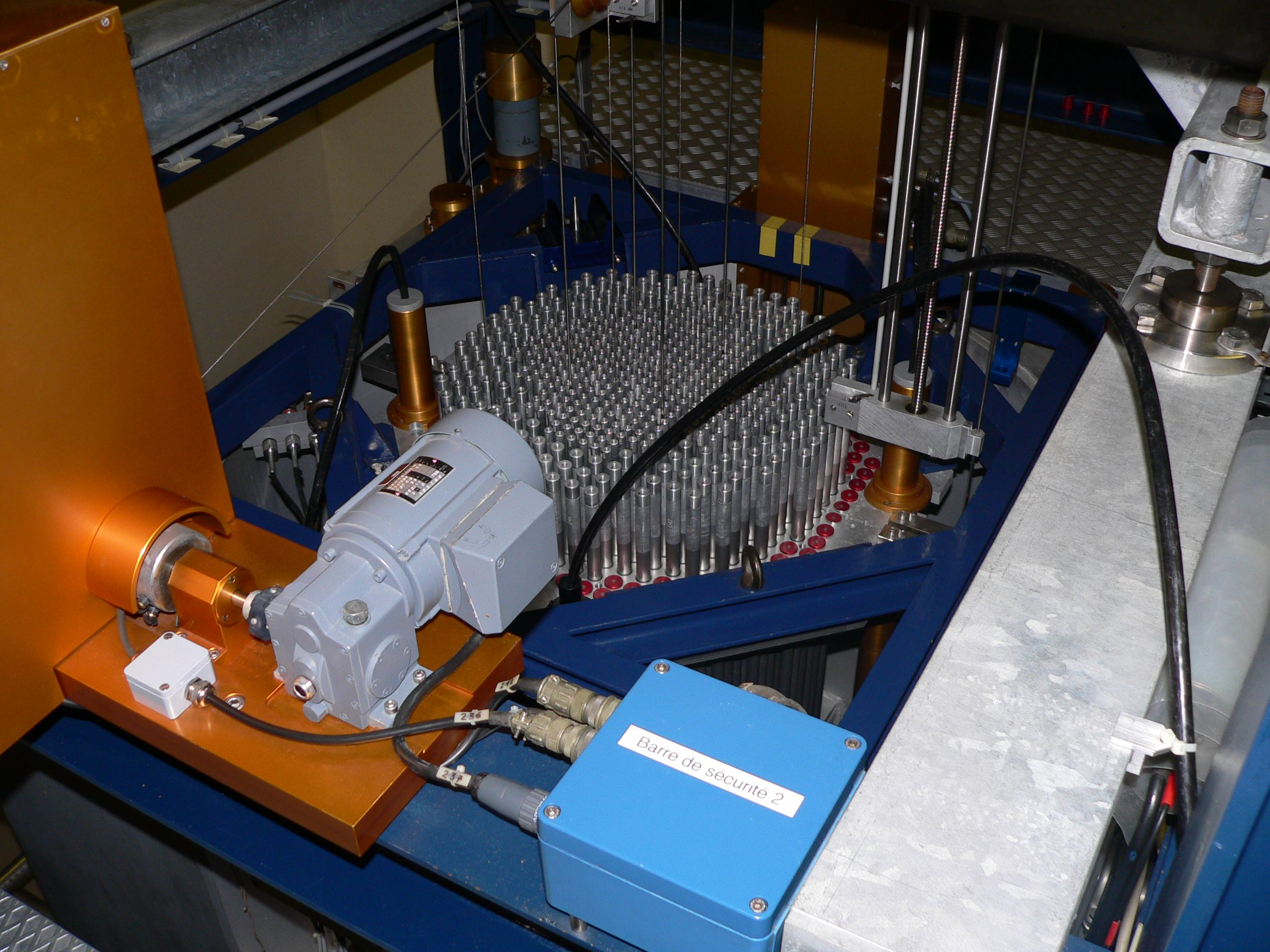
Исследовательский реактор CROCUS Федеральной политехнической школы Лозанны в Швейцарии

Исследовательские реакторы — ядерные реакторы, которые служат главным образом источником нейтронов. Их также называют неэнергетическими реакторами, в отличие от энергетических реакторов, которые используются для производства электроэнергии, тепла или в качестве судовых энергетических установок.

## Цель
Нейтроны, производимые исследовательским реактором, используются для неразрушающего контроля, анализа и испытания материалов, производства радиоизотопов, научных исследований и в образовательных целях. Исследовательские реакторы, которые производят радиоизотопы для медицинского или промышленного использования, иногда называют изотопными реакторами. 

## Технические аспекты
Исследовательские реакторы проще энергетических реакторов и работают при более низких температурах. Им нужно гораздо меньше топлива, и по мере использования топлива образуется гораздо меньше продуктов деления. С другой стороны, их топливо требует более высокообогащенного урана, обычно до 20% U-235, хотя некоторые используют 93% U-235. Обогащение менее 20% обычно не считается пригодным для использования в ядерном оружии, 93% обычно называют «оружейным уровнем». Также они имеют очень высокую удельную мощность в активной зоне, что требует некоторых конструктивных особенностей. Как и в энергетических реакторах, активная зона нуждается в охлаждении, которое обычно достигается за счёт естественной или принудительной конвекции водой. Также требуется замедлитель для уменьшения скорости нейтронов до оптимального уровня с точки зрения огощения из ядрами U-235. Поскольку производство нейтронов является основной функцией этих реакторов, большинство из них имеют отражатели нейтронов, чтобы уменьшить потери нейтронов из активной зоны.

## Переход на низкообогащенный уран
Международное агентство по атомной энергии и Министерство энергетики США инициировали в 1978 году программу по разработке средств перевода исследовательских реакторов с высокообогащенного урана (ВОУ) на использование низкообогащенного урана (НОУ) в поддержку своей политики нераспространения. К тому времени США поставили исследовательские реакторы и высокообогащенный уран в 41 страну в рамках своей программы «Атом для мира». В 2004 г. Министерство энергетики США продлило до 2019 года свою программу приема отработавшего ядерного топлива зарубежных исследовательских реакторов. 
По состоянию на 2016 год в отчете Национальной академии наук, инженерии и медицины сделан вывод о том, что перевод всех исследовательских реакторов на НОУ не может быть завершен не ранее 2035 года. Отчасти это связано с тем, что разработка надежного низкообогащенного топлива для исследовательских реакторов с высоким потоком нейтронов, которое не выходит из строя из-за разбухания, идет медленнее, чем ожидалось.  По состоянию на 2020 год осталось 72 исследовательских реактора на ВОУ. 

## Дизайнеры и конструкторы
Хотя в 1950-е, 1960-е и 1970-е годы существовал ряд компаний, специализирующихся на проектировании и строительстве исследовательских реакторов, впоследствии активность на этом рынке пошла на убыль, и многие компании ушли с рынка.
Сегодня рынок консолидировался в нескольких компаниях, которые концентрируют ключевые проекты по всему миру.
Самый последний международный тендер (1999 г.), связанный с исследовательскими реакторами, был организован ANSTO (Australian Nuclear Science and Technology Organisation) на проектирование, строительство и ввод в эксплуатацию реактора OPAL. Предквалификацию прошли четыре компании: AECL (Atomic Energy of Canada Limited), INVAP, Siemens и Technicatom. Контракт был присужден компании INVAP, построившей реактор. В последние годы AECL ушла с этого рынка, а деятельность Siemens и Technicatom была объединена в AREVA .

## Классы исследовательских реакторов
- Водный гомогенный реактор
- Реактор класса Аргонавт
- DIDO, шесть высокопоточных реакторов по всему миру
- TRIGA, очень успешный класс с более чем 50 установками по всему миру
- SLOWPOKE, разработанный AECL, Канада
- MNSR на основе конструкции SLOWPOKE, разработанный AECL, в настоящее время экспортируется Китаем.

## Исследовательские центры
Полный список можно найти в Перечне ядерных исследовательских реакторов[где?]
Исследовательские центры, эксплуатирующие реакторы:
| Название                                           | Страна     | Город                          | Учреждение                                                                 | Мощность          | Дата пуска |
| -------------------------------------------------- | ---------- | ------------------------------ | -------------------------------------------------------------------------- | ----------------- | ---------- |
| BR2 Reactor                                        | Бельгия    | Мол                            | Belgian Nuclear Research Center SCK•CEN                                    | 100 МВт           |            |
| Budapest Research Reactor                          | Венгрия    | Будапешт                       | Hungarian Academy of Sciences Centre for Energy Research                   | 5 МВт             | 1959       |
| Budapest University of Technology Training Reactor | Венгрия    | Будапешт                       | Будапештский университет технологии и экономики                            | 100 кВт           | 1969       |
| ILL High-Flux Reactor                              | Франция    | Гренобль                       | Institut Laue-Langevin                                                     | 63 МВт            |            |
| RA-6                                               | Аргентина  | Сан-Карлос-де-Барилоче         | Balseiro Institute, / Bariloche Atomic Centre                              | 1 МВт             | 1982       |
| ZED-2                                              | Канада     | Дип-Ривер, Онтарио             | AECL's Chalk River Laboratories                                            | 200 Вт            | 1960       |
| McMaster Nuclear Reactor                           | Canada     | Гамильтон, Онтарио             | McMaster University                                                        | 5 МВт             | 1959       |
| National Research Universal Reactor                | Канада     | Дип-Ривер, Онтарио             | AECL's Chalk River Laboratories                                            | 135 МВт           | 1957       |
| Petten nuclear reactors                            | Нидерланды | Petten                         | Dutch Nuclear Research and consultancy Group, EU Joint Research Centre     | 30 кВт and 60 МВт | 1960       |
| ORPHEE                                             | Франция    | Saclay                         | Laboratoire Léon Brillouin                                                 | 14 МВт            | 1980       |
| FRM II                                             | Германия   | Гархинг                        | Technische Universität München                                             | 20 МВт            | 2004       |
| HOR                                                | Нидерланды | Делфт                          | Reactor Institute Delft, Делфтский технический университет                 | 2 МВт             |            |
| BER II                                             | Германия   | Берлин                         | Helmholtz-Zentrum Berlin                                                   | 10 МВт            |            |
| Mainz                                              | Германия   | Майнц                          | Universität Mainz, Institut für Kernchemie                                 | 100 кВт           |            |
| TRIGA Mark II                                      | Австрия    | Вена                           | Technical University Vienna, TU Wien, Atominstitut                         | 250 кВт           | 1962       |
| IRT-2000                                           | Болгария   | София                          | Болгарская академия наук                                                   | 2 МВт             |            |
| OPAL                                               | Австралия  | Lucas Heights, New South Wales | Australian Nuclear Science and Technology Organisation                     | 20 МВт            | 2006       |
| IEA-R1                                             | Бразилия   | Сан-Паулу                      | Instituto de Pesquisas Energéticas e Nucleares (IPEN)                      | 3,5 МВт           | 1957       |
| IRT-2000                                           | Россия     | Москва                         | Moscow Engineering Physics Institute                                       | 2,5 МВт           | 1967       |
| SAFARI-1                                           | ЮАР        | Pelindaba                      | NECSA                                                                      | 20 МВт            | 1965       |
| HANARO                                             | Юж. Корея  | Тэджон                         | Korea Atomic Energy Research Institute (KAERI)                             | 30 МВт            | 1995       |
| LVR-15                                             | Чехия      | Řež                            | Nuclear Research Institute                                                 | 10 МВт            | 1995       |
| North Carolina State University Reactor Program    | США        | Роли, Сев. Каролина            | North Carolina State University                                            | 1 МВт             | 1953       |
| HFIR                                               | США        | Ок-Ридж, Теннесси              | Oak Ridge National Laboratory                                              |                   |            |
| ATR                                                | США        | Айдахо                         | Idaho National Laboratory                                                  | 250 МВт           |            |
| University of Missouri Research Reactor            | США        | Колумбия, Миссури              | University of Missouri                                                     | 10 МВт            | 1966       |
| Maryland University Training Reactor               | США        | Колледж-Парк, Мериленд         | University of Maryland                                                     | 250 кВт           | 1970       |
| Washington State University Reactor                | США        | Пулмен, Вашингтон              | Washington State University                                                | 1 МВт             |            |
| CROCUS                                             | Швейцария  | Лозанна                        | École polytechnique fédérale de Lausanne                                   |                   |            |
| Мария                                              | Польша     | Świerk-Отвоцк                  | National Centre for Nuclear Research                                       | 30 МВт            | 1974       |
| TRIGA Mark I                                       | США        | Ирвайн, Калифорния             | University of California, Irvine                                           |                   |            |
| ITU Reactor                                        | Турция     | Стамбул                        | Стамбульский технический университет                                       |                   |            |
| ETRR-1                                             | Египет     | Inshas                         | Ядерный исследовательский центр                                            | 2 МВт             | 1961       |
| ETRR-2                                             | Египет     | Inshas                         | Ядерный исследовательский центр                                            | 22 МВт            | 1997       |
| GHARR-1                                            | Гана       | Аккра                          | National Nuclear Research Institute of the Ghanan Atomic Energy Commission | 30 кВт            |            |

- Fast Flux Test Facility[англ.] (Хэнфордский комплекс, США)

Выведенные из эксплуатации исследовательские реакторы
| Название                    | Страна         | Город               | Учреждение                                                                               | Мощность  | Дата пуска | Дата остановки | Decommissioned |
| --------------------------- | -------------- | ------------------- | ---------------------------------------------------------------------------------------- | --------- | ---------- | -------------- | -------------- |
| ASTRA                       | Австрия        | Зайберсдорф         |                                                                                          | 10 МВт    | 1960       | 1999           |                |
| CONSORT                     | United Kingdom | Аскот               | Imperial College                                                                         | 100 кВт   |            |                |                |
| JASON reactor               | Великобритания | Гринвич             | Royal Naval College                                                                      | 10 кВт    | 1962       | 1996           |                |
| MOATA                       | Австралия      | Lucas Heights       |                                                                                          | 100 кВт   | 1961       | 1995           |                |
| HIFAR                       | Австралия      | Lucas Heights       |                                                                                          |           | 1958       | 2007           |                |
| HTGR (Pin-in-Block Design)  | Великобритания | Winfrith, Дорсет,   | International Atomic Energy Agency                                                       | 20 МВт    | 1964       | 1976           | июль 2005      |
| DIDO                        | Великобритания | Харуэлл             | Atomic Energy Research Establishment                                                     | 10-26 МВт | 1956       | 1990           |                |
| Nuclear Power Demonstration | Канада         | Дип-Ривер, Онтарио  | AECL's Rolphton plant                                                                    | 20 МВт    | 1961       | 1987           |                |
| NRX                         | Канада         | Дип-Ривер, Онтарио  | AECL's Chalk River Laboratories                                                          |           | 1952       | 1992           |                |
| PLUTO reactor               | Великобритания | Харуэлл, Оксвордшир | Atomic Energy Research Establishment                                                     | 10-26 МВт | 1957       | 1990           |                |
| Pool Test Reactor           | Канада         | Дип-Ривер, Онтарио  | AECL's Chalk River Laboratories                                                          | 10 кВт    | 1957       | 1990           |                |
| WR-1                        | Канада         | Pinawa, Manitoba    | AECL's Whiteshell Laboratories                                                           | 60 МВт    | 1965       | 1985           |                |
| ZEEP                        | Канада         | Дип-Ривер, Онтарио  | AECL's Chalk River Laboratories                                                          |           | 1945       | 1973           |                |
| More Hall Annex             | США            | Сиэтл               | University of Washington                                                                 | 100 кВт   | 1961       | 1988           |                |
| Ewa reactor                 | Польша         | Świerk-Отвоцк       | POLATOM Institute of Nuclear Energy                                                      | 10 МВт    | 1958       | 1995           |                |
| FiR 1                       | Финляндия      | Эспоо               | Хельсинкский технологический университет, later VTT Technical Research Centre of Finland | 250 кВт   | 1962       | 2015           |                |
| RV-1                        | Венесуэла      | Каракас             | Venezuelan Institute for Scientific Research                                             | 3 МВт     | 1960       | 1994           |                |

## Внешние ссылки
- WNA Information Paper # 61: Research Reactors
- Nuclear Nonproliferation: DOE Needs to Take Action to Further Reduce the Use of Weapons-Usable Uranium in Civilian Research Reactors, GAO, July 2004, GAO-04-807
- IAEA searchable list of Nuclear Research Reactors in the world
- The National Organization of Test, Research, and Training Reactors, Inc.
- NMI3 - EU-FP7 Integrated Infrastructure Initiative for Neutron Scattering and Muon Spectroscopy